# لیگ دسته اول فوتبال تونس
لیگ دسته اول فوتبال تونس (به انگلیسی: Tunisian Ligue Professionnelle 1) بالاترین سطح مسابقات فوتبال در کشور تونس است.
این لیگ در سال ۱۹۲۱ میلادی تأسیس شده است و تیم اسپرانس تونس با ۳۳ قهرمانی پرافتخارترین تیم آن محسوب می‌شود.

## قهرمانان
| باشگاه                 | قهرمانی |
| ---------------------- | ------- |
| اسپرانس تونس           | ۳۳      |
| آفریقایی               | ۱۳      |
| ساحلی تونس             | ۱۱      |
| ریسینگ تونس            | ۹       |
| صفاقسی                 | ۸       |
| حمام الانف             | ۴       |
| الملعب تونس            | ۴       |
| بنزرتی                 | ۴       |
| ایتالیا تونس           | ۴       |
| راه‌آهن صفاقس           | ۳       |
| آمریکا تونس            | ۳       |
| Stade Gaulois de Tunis | ۳       |
| Racing Club de Tunis   | ۲       |
| Sporting Club de Tunis | ۲       |
| قیروان                 | ۱       |
| Savoia de la Goulette  | ۱       |
| CS Gabésien            | ۱       |
| Avant Garde de Tunis   | ۱       |